# کبک برفی تبتی
کبک برفی تبتی (نام علمی: Tetraogallus tibetanus) نام یک گونه از زیرخانواده کبکیان است.